# اپرمون (ساووا)
اپرمون (به فرانسوی: Apremont) یک کمون در فرانسه است که در ساووآ واقع شده‌است. اپرمون ۱۷٫۷۶ کیلومتر مربع مساحت دارد ۳۳۰ متر بالاتر از سطح دریا واقع شده‌است.